# جوني رويل
جوني رويل (بالإنجليزية: Jonny Rowell)‏ هو لاعب كرة قدم بريطاني في مركز الوسط، ولد في 10 سبتمبر 1989 في نيوكاسل أبون تاين في المملكة المتحدة. لعب مع أولمبيك تشارلروا وفاسلاند بيفيرين ونادي هارتلبول يونايتد.

## وصلات خارجية
- جوني رويل على موقع قاعدة بيانات كرة القدم.إي يو (الإنجليزية)
- جوني رويل على موقع Soccerbase.com (لاعب) (الإنجليزية)
- جوني رويل على موقع Soccerway.com (الإنجليزية)